# Retusa oruaensis
Retusa oruaensis is een slakkensoort uit de familie van de Retusidae. De wetenschappelijke naam van de soort is voor het eerst geldig gepubliceerd in 1908 door Webster.